# Wet Gold
Pour plus de détails, voir Fiche technique et Distribution.
Wet Gold est un film américain réalisé par Ralph Ince, sorti en 1921.

## Synopsis
John Cromwell rencontre à La Havane le Colonel Hamilton et sa fille Grace. Il dispose d'une carte indiquant l'emplacement d'une épave contenant un trésor et ils décident de le chercher ensemble. Alors qu'ils sont accostés par des pirates, Cromwell s'échappe et monte à bord de leur sous-marin. Lorsque celui-ci explose, il libère les Hamilton. 

## Fiche technique
- Titre original : Wet Gold
- Titre de travail : Fathoms Deep
- Réalisation : Ralph Ince
- Scénario d'après une histoire de John Ernest Williamson
- Photographie : William J. Black et Jay Rescher
- Production : John Ernest Williamson
- Société de production : Submarine Film Corporation
- Société de distribution : Goldwyn Distributing Corporation
- Pays de production :  États-Unis
- Langue originale : anglais
- Format : noir et blanc — 35 mm — 1,37:1 — Film muet
- Genre : Film d'aventures sous-marines
- Durée : 6 bobines
- Date de sortie : États-Unis : juin 1921
- Licence : domaine public

## Distribution
- Ralph Ince : John Cromwell
- Aleen Burr : Grace Hamilton
- Alicia Turner : Susan
- Harry McNaughton : 'Arry
- Tom Magrane : Colonel Hamilton
- John Butler : « Chubby » Madison
- Charles McNaughton : James Chipman